# Tabivere (stacja kolejowa)
Tabivere – stacja kolejowa w miejscowości Tabivere, w prowincji Tartu, w Estonii. Położona jest na linii Tapa - Tartu. 

## Historia
Stacja powstała w czasach carskich. Początkowo nosiła nazwę Таббиферъ (Tabbifer).

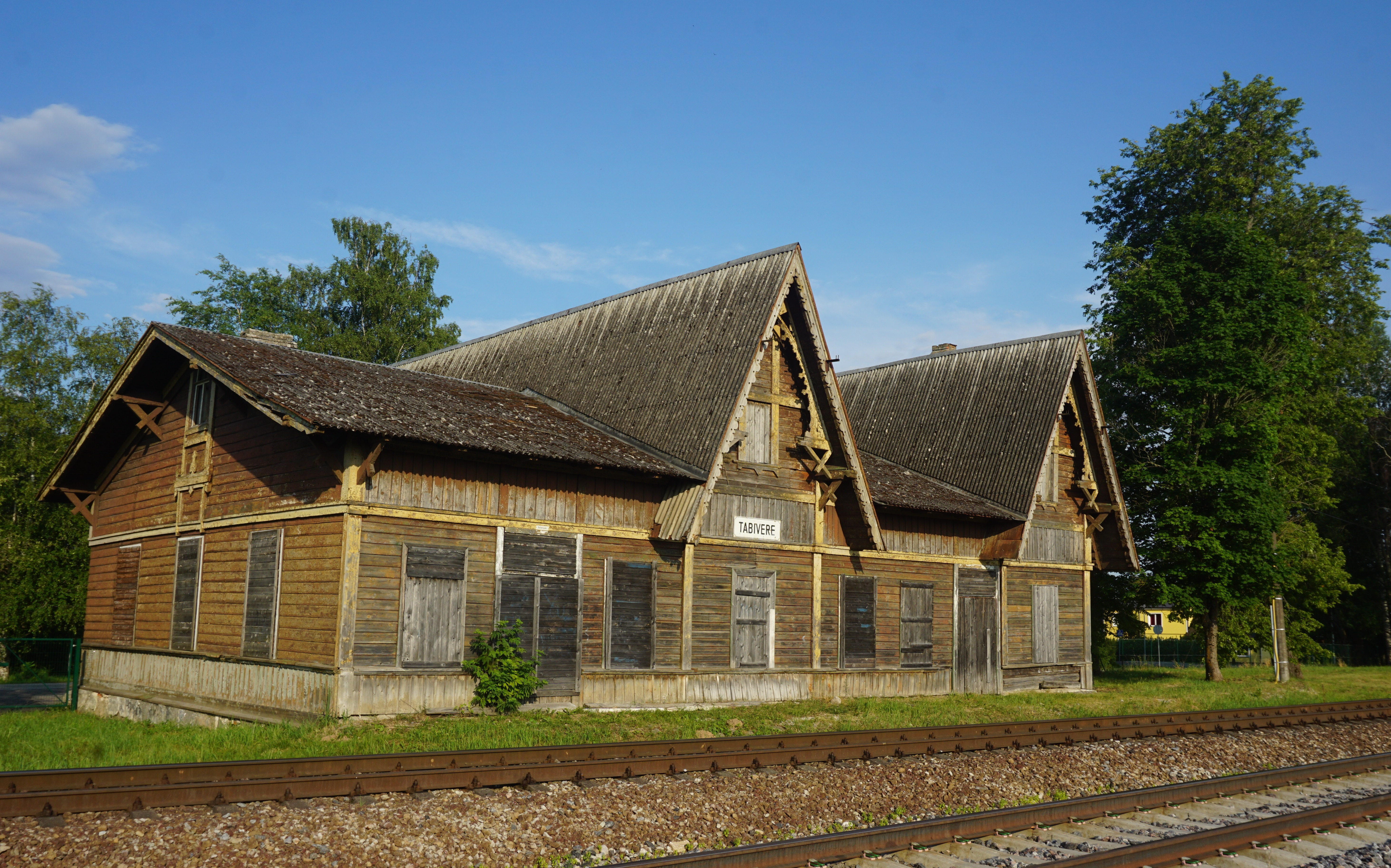
Budynek stacyjny